# Izki (Oman)
Pour les articles homonymes, voir Izki.
Izki (ou Zikki ; en arabe : إزكي) est une localité du Sultanat d'Oman située au Nord du pays dans la région Ad-Dākhilīyah, à une centaine de kilomètres au Sud-Ouest de la capitale Mascate, à laquelle elle est reliée par un important axe routier.

## Géographie
Izki se trouve à une altitude de 518 m, à l'entrée de la trouée de Sama'il qui sépare le Hajar occidental du Hajar oriental et ouvre aux territoires de l'intérieur un accès au golfe d'Oman.
Ville-oasis, Izki est aujourd'hui un centre moderne qui compte environ 23 600 habitants. C'est le chef-lieu de la wilayat du même nom où l'on a dénombré 29 836 habitants lors du recensement de 1993, puis 35 173 lors de celui de 2003.
La localité est entourée d'une grande palmeraie irriguée, qui comptait autrefois 10 000 palmiers, arrosés par les 360 canaux du falaj al Malki. C'était l'un des plus importants réseaux du pays. Le dispositif permettait de subvenir aux besoins élémentaires des villageois et la vente des parts dans le cycle d'irrigation finançait également les infrastructures locales (souk, mosquée, école). Une organisation complexe assurait une gestion équitable des ressources en eau, mais cet équilibre a été rompu, notamment par manque d'entretien et de main d'œuvre et en raison du délitement progressif de l'administration traditionnelle. L'arrivée des pompes diesel a en outre conduit à une surexploitation de la nappe phréatique et perturbé le réseau.
Izki est dotée d'une base aérienne (Code OACI : OOIZ).

## Histoire
Le coup d'IzkiDans un contexte général de tensions liées aux frontières et au pétrole, qui agitent depuis les années 1950 Oman et les émirats voisins, des mouvements de libération se développent, notamment dans le Sud du pays, au Dhofar en 1966, puis dans le reste du pays. Au cours de la nuit du 11 au 12 juin 1970, un commando de neuf combattants se réclamant du Front national démocratique pour la libération d'Oman et du golfe arabe (NDFLOAG), un mouvement teinté de marxisme-léninisme apparu dans le Nord du pays l'année précédente, prend d'assaut un camp militaire à Izki. Pendant quelques heures la ville tombe entre leurs mains. Mais les rebelles sont délogés par les troupes omanaises encadrées par les Britanniques.